# Побережец, Сергей Петрович
Серге́й Петро́вич Побере́жец (укр. Сергій Петрович Побережець; 31 августа 1977, Тростянец) — украинский военнослужащий, подполковник, участник российско-украинской войны. Герой Украины (2022).

## Биография
Родился в 1977 году в посёлке Тростянец Винницкой области. Окончил Тростянецкую общеобразовательную школу № 2 и получил высшее военное образование. Служит в Вооружённых силах Украины с 1990-х годов, имеет более 27 лет военного стажа. Участвовал в АТО на востоке Украины.
На октябрь 2022 года подполковник Побережец командовал зенитным ракетным дивизионом, обеспечивающим прикрытие важных военных и инфраструктурных объектов. 10 октября 2022 года, во время массированного ракетного удара по территории Украины, его подразделение уничтожило четыре крылатые ракеты и шесть беспилотников типа Shahed 136, не допустив поражения объектов в направлении Киева.

## Награды
- Звание «Герой Украины» с удостоением ордена «Золотая Звезда» (14 октября 2022) — за личное мужество и героизм, проявленные в защите государственного суверенитета и территориальной целостности Украины, верность военной присяге[1].